# Цукісіма Хіросі
Цукісі́ма Хіро́сі (яп. 築島裕, つきしまひろし, МФА: [t͡su̥kiɕima çiɾoɕi̥]; 12 жовтня 1925 — 11 квітня 2011) — японський науковий діяч, мовознавець, спеціаліст з японської мови. Почесний професор історично-філологічного факультету Токійського університету. Доктор історично-філологічних наук. 

## Біографія
Народився в Токіо. 1948 року закінчив кафедру японської мови історично-філологічного факультету Токійського університету. 1961 року захистив докторську дисертацію на тему «Дослідження японського прочитання китайських ієрогліфів в період Хейан». Того ж року отримав посаду доцента педагогічного факультету Токійського університету. 1964 року, за дослідження в галузі мовознавства, отримав премію Японської академії наук. 1976 року підвищений до професора історико-філологічного факультету. 1986 року вийшов на пенсію, отримав титул почесного професора. Працював професором на історично-філологічному факультеті університету Тюо. 1995 року обраний членом Японської академії наук. 1996 року, після відставки з університету Тюо, нагороджений державною нагородою — Орденом священного скарбу 2-го ступеня. Помер 2011 року від раку сліпої кишки у віці 85 років.

## Праці
Цукісіма є автором декількох тисяч праць, присвячених історії японської мови 9 — 12 століття. Він займався проблемами японської лексикографії, фразеології та словотвору, особливостями японської середньовічної писемності. Основними працями Цукісіми є такі:
1. 国語学要説 [Нариси з вивчення японської мови] — 創元社, 1959.
2. 平安時代の漢文訓読語につきての研究 [Дослідження японського прочитання китайських ієрогліфів в період Хейан] — 東京大学出版会, 1963.
3. 国語学 [Японське мовознавство] — 東京大学出版会, 1964.
4. 興福寺本大慈恩寺三蔵法師伝古点の国語学的研究 [Мовознавче дослідження тексті з архіву монастиря Кофукудзі]— 東京大学出版会, 1965 — 1967.
5. 切符の話 [Розмови про марки] — 真珠書院, 1968年.
6. 平安時代語新論 [Нові теорії японської мови періоду Хейан] — 東京大学出版会, 1969.
7. 古代日本語発掘 [Розкопки стародавньої японської мови] — 学生社, 1970.
8. 国語の歴史 [Історія японської мови] — 東京大学出版会〈UP選書〉, 1977.
9. 大般若経音義の研究 本文篇 [Дослідження сутри Дай-Хання] — 勉誠社, 1977.
10. 日本語の世界5．仮名 [Світ японської мови 5. Кана] — 中央公論社, 1981.
11. 歴史的仮名遣いーその成立と特徴 [Історична орфографія — становлення і особливості]— 中公新書, 1986.
12. 平安時代の国語  [Японська мова періоду Хейан] — 東京堂出版, 1987.
13. 日本漢字音史論輯 [Коротка історія прочитання ієрогліфів в Японії]— 汲古書院, 1995.
14. 平安時代訓点本論考 研究篇  [Основне дослідження японського прочитання китайських ієрогліфів в період Хейан]— 汲古書院, 1996.